# Янош Кайді
Янош Кайді (угор. János Kajdi, 30 грудня 1939 — 10 квітня 1992) — угорський боксер, срібний призер Олімпійських ігор 1972, чемпіон Європи серед аматорів.

## Аматорська кар'єра
На чемпіонаті Європи 1961 переміг Густаво Сімонса (Румунія) та Джузеппе Сабрі (Югославія), а у півфіналі програв Річарду Мактаггарту (Шотландія).
На чемпіонаті Європи 1963 переміг Жака Кото (Франція), Юзефа Грудзеня (Польща), Антеро Галонена (Фінляндія), Бориса Ніконорова (СРСР) і отримав золоту медаль.
На Олімпійських іграх 1964 переміг Рама Прасада Гурунга (Непал) і Алекса Одхіамбо (Уганда), а у чвертьфіналі програв Віліктону Бараннікову (СРСР).
На чемпіонаті Європи 1967 в першій напівсередній вазі переміг Жан-Поля Біго (Франція) і Антоніу Василе (Румунія), а у півфіналі програв Єжи Кулей (Польща).
На Олімпійських іграх 1968 програв в першому бою Єжи Кулей (Польща).
На чемпіонаті Європи 1971 в напівсередній вазі переміг Дейва Девіса (Уельс), Віктора Зільбермана (Румунія), Джелала Сандала (Туреччина) та Манфреда Вольке (НДР) і виграв золото.
На Олімпійських іграх 1972 завоював срібну медаль.
- В 1/16 фіналу переміг Джеймса Врій (Голандія) — 4-1
- В 1/8 фіналу переміг Дамдинджавина Банді (Монголія) — KO-2
- В 1/4 фіналу переміг Моріса Гоупа (Велика Британія) — 5-0
- В 1/2 фіналу переміг Річарда Мурунга (Кенія) — 4-1
- У фіналі програв Еміліо Корреа (Куба) — 0-5